# Pematang Damar
Pematang Damar is een bestuurslaag in het regentschap Rokan Hilir van de provincie Riau, Indonesië. Pematang Damar telt 2326 inwoners (volkstelling 2010).